# (23111) Fritzperls
(23111) Fritzperls est un astéroïde de la ceinture principale.

## Description
(23111) Fritzperls est un astéroïde de la ceinture principale. Il fut découvert le 2 janvier 2000 à Fountain Hills (Arizona) par Charles W. Juels. Il présente une orbite caractérisée par un demi-grand axe de 2,33 UA, une excentricité de 0,05 et une inclinaison de 6,8° par rapport à l'écliptique.

## Compléments